# Estilo FM
Estilo FM es una estación radial chilena que transmite desde Santiago de Chile y a través de su red de repetidoras en regiones. Cuenta con una red de 14 emisoras a lo largo de Chile, además transmite vía Internet en el resto del país y en todo el mundo. Sus voces institucionales son Freddy Hube y la cantante Pachi Salgado. 
Sus estudios se encuentran ubicados en calle Santa Rosa 17, Santiago y la programación musical está a cargo del locutor José Luis Montaña.

## Historia
La emisora radial posee una programación musical netamente romántica con baladas en español e inglés, basada en éxitos de los años 70 en adelante, incluyendo también un espacio de música del recuerdo.
Nació como una propuesta que ocupó la mayoría de las frecuencias que pertenecían a Medios Regionales de El Mercurio, dueños de las radios Digital y Positiva, además de NRG FM, que cesó sus transmisiones en noviembre de 2010.
Durante los últimos años, Estilo FM ha sufrido cambios en su cobertura nacional, los que se detallan a continuación:
- El 4 de agosto de 2017, Estilo FM abandona las frecuencias 98.5 MHz de Copiapó y 98.5 MHz de La Serena y Coquimbo.
- En enero de 2018, Estilo FM recupera 4 frecuencias que fueron arrendadas por Radio Candela: 90.3 MHz de Calama, 93.9 MHz de Antofagasta, 88.5 MHz de Ovalle y 100.1 MHz de Iquique, Mientras que el 12 de julio de 2018, tras haber salido del aire el 31 de agosto de 2017 para dar paso a Radio Romance, Estilo FM vuelve al Gran Valparaíso, a través de la frecuencia 88.9 MHz.
- En marzo de 2019, Estilo FM abandona por segunda vez la frecuencia 88.5 MHz de Ovalle, siendo reemplazada por Radio Encanto FM; en abril de ese mismo año, la emisora nuevamente abandona la frecuencia 90.3 MHz de Calama, siendo reemplazada por Radio El Loa, Radio Azúcar y posteriormente por Radio Charanga Latina y la frecuencia 93.9 MHz de Antofagasta, siendo reemplazada por Radio Corporación (hoy Radio Charanga Latina); el 22 de mayo de 2019, la emisora nuevamente abandona la frecuencia 100.1 MHz de Iquique, siendo reemplazada por Vila's Radio.
- El 11 de marzo de 2022, Estilo FM llega por primera vez a la ciudad de Algarrobo, a través de la frecuencia 105.5 MHz (ex Radio Inolvidable).
- El 8 de enero de 2024, Estilo FM abandona la frecuencia 91.9 MHz de Vicuña, siendo reemplazada por Radio Pisco FM.
- El 10 de abril de 2024, Estilo FM abandona las frecuencias 88.9 MHz del Gran Valparaíso, 105.5 MHz de Algarrobo y 90.1 MHz de Punta Arenas.

Actualmente, en el resto del país y en todo el mundo, sólo es posible escuchar Estilo FM a través de la señal en línea de su página web y aplicaciones para iOS y Android.

## Eslóganes
- 2011-2014: Estilo FM, tu radio, tu música.
- 2014-presente:: Estilo FM, la otra manera de vivir la música.

## Voces institucionales
- 2011-2014: Christian Norero Carkovic
- 2011-2014: Jorge Arriola Capitani
- 2014-presente: Freddy Hube Yunge
- 2022-presente: Pachi Salgado Schwarzenberg

## Frecuencias anteriores
- 100.1 MHz (Iquique); hoy Vila's Radio, sin relación con Inversiones Madrid Ltda.
- 90.3 MHz (Calama); hoy Radio Charanga Latina, sin relación con Inversiones Madrid Ltda.
- 93.9 MHz (Antofagasta); hoy Radio Charanga Latina, sin relación con Inversiones Madrid Ltda.
- 98.5 MHz (Copiapó); hoy Candelaria Tropical, sin relación con Inversiones Madrid Ltda.
- 98.5 MHz (La Serena/Coquimbo); hoy Mi Radio, sin relación con Inversiones Madrid Ltda.
- 91.9 MHz (Vicuña); hoy Radio Pisco FM, sin relación con Inversiones Madrid Ltda.
- 88.5 MHz (Ovalle); hoy Encanto FM, sin relación con Inversiones Madrid Ltda.
- 90.5 MHz (Quillota/La Calera); hoy Beat FM, sin relación con Inversiones Madrid Ltda.
- 90.7 MHz (San Felipe/Los Andes); hoy Radio Azúcar y 100.3 MHz, hoy Radio Dulce FM, ambas sin relación con Inversiones Madrid Ltda.
- 88.9 MHz (Gran Valparaíso); hoy Radio Romance, sin relación con Inversiones Madrid Ltda.
- 105.5 MHz (Algarrobo); hoy frecuencia sin uso.
- 100.5 MHz (Melipilla); no existe, movida al 100.7 MHz por ley de despeje de frecuencias.
- 94.9 MHz (Buin); frecuencia caducada.
- 91.1 MHz (Rapel); hoy Radio Caramelo, sin relación con Inversiones Madrid Ltda.
- 94.7 MHz (San Fernando); hoy Radio Caramelo, sin relación con Inversiones Madrid Ltda.
- 99.9 MHz (Linares); hoy Radio Más, sin relación relación con Inversiones Madrid Ltda.
- 90.3 MHz (San Carlos); hoy Fantástica, sin relación con inversiones Madrid Ltda.
- 90.1 MHz (Bulnes); hoy Radio Interactiva, sin relación con inversiones Madrid Ltda.
- 107.9 MHz (Villarrica); disponible sólo para radios comunitarias.
- 90.1 MHz (Pucón); hoy Radio Red Informativa, sin relación con Inversiones Madrid Ltda.
- 95.1 MHz (Osorno); hoy Radio La Sabrosita, sin relación con Inversiones Madrid Ltda.
- 90.1 MHz (Punta Arenas); hoy frecuencia sin uso y 95.9 MHz; hoy My Radio, sin relación con Inversiones Madrid Ltda.